# Музей К. Г. Паустовского (Киев)
Музей К. Г. Паустовского — киевский музей К. Г. Паустовского в средней школе № 135 Киева.

## История
Музей стал создаваться в год 120-летия писателя (в 2012 году), а открыт 30 ноября 2013 года. Церемонию открытия начал Валерий Дружбинский, а само открытие музея прошло в торжественной атмосфере в присутствии множества гостей. На открытии выступали: Валерий Дружбинский, Любовь Чирак, Юрий Иванов, Ирина Котюк, Юрий Виленский, Михаил Кальницкий, Александр Немец. Примечателен дар библиотеки РЦНК полного издания «Повести о жизни» в 2-х томах. До открытия музея в Киеве не было даже мемориальной доски писателя. Как отметил руководитель Киевского музея К. Г. Паустовского Изабелла Исааковна Кантор: 

Я очень волнуюсь, потому что свершилось то, о чём мы мечтали. Мы долго, упорно и с большим вдохновением шли к этому дню и счастливы не только от того, что сегодня на нашем празднике было столько замечательных людей, но и от того, какое деятельное участие приняли в нём наши дети. Большего счастья и для учителя, и для человека, любящего творчество Константина Георгиевича, думаю, быть не может… Мы верим, что у нашего музея — большое будущее. Верим и в то, что найдутся люди, которые будут не только сохранять, но и продолжать то дело, которое мы начали

## Экспозиция
Экспозиция включает материалы, которые связаны с творчеством и биографией Паустовского. Сбор экспонатов происходил силами учителей, учеников, а также жителей разных стран. Министерство культуры и городские власти помощь не предоставили.
Вход в музей свободный, но нужна предварительная договоренность с администрацией.